# Жайпацький сільський округ
Жайпа́цький сільський округ (каз. Жайпақ ауылдық округі, рос. Жайпакский сельский округ) — адміністративна одиниця у складі Алакольського району Жетисуської області Казахстану. Адміністративний центр — село Жайпак.
Населення — 1629 осіб (2021; 1564 у 2009, 1933 у 1999, 2270 у 1989).
Станом на 1989 рік існувала Жайпацька сільська рада (село Жайпак).